# Topolovnik
Topolovnik (Servisch: Тополовник) is een plaats in de Servische gemeente Veliko Gradište. De plaats telt 1098 inwoners (2002).